# Simon (Grenada)
Simon ist eine Siedlung im Parish Saint Andrew im Osten von Grenada.

## Geographie
Die Siedlung liegt an der Great River Bay, unmittelbar südlich des ehemaligen Flughafens Grenada-Pearls. Der River Simon mündet dort in den Atlantik. 
Im Umkreis liegen die Siedlungen Paradise, Dunfermline, Lower Pearls und Telescope.